# Стадіювання злоякісних пухлин
Стадіювання злоякісних пухлин – це процес визначення ступеня розвитку злоякісних пухлин (раку), що визначається його зростанням та поширенням. Сучасна практика полягає в тому, що пухлина позначається числом від I до IV, причому "I" є ізольованим раком, а "IV" — раком, який поширився до межі того, що вимірює оцінка. Стадія зазвичай враховує розмір пухлини, чи поширилася вона на сусідні органи, на яку кількість регіональних (розташованих поруч) лімфатичних вузлів вона поширилася (якщо такі є), і чи з’явилася вона у віддалених місцях (метастазування).
Термін "стадія" не застосовується до астроцитоми, яка натомість виражається як «I-IV ступень». Астроцитома IV ступеня, яку частіше називають мультиформною гліобластомою, є універсальним первинним раком мозку, який найчастіше спостерігається на 7-му десятилітті життя.

## Система TNM

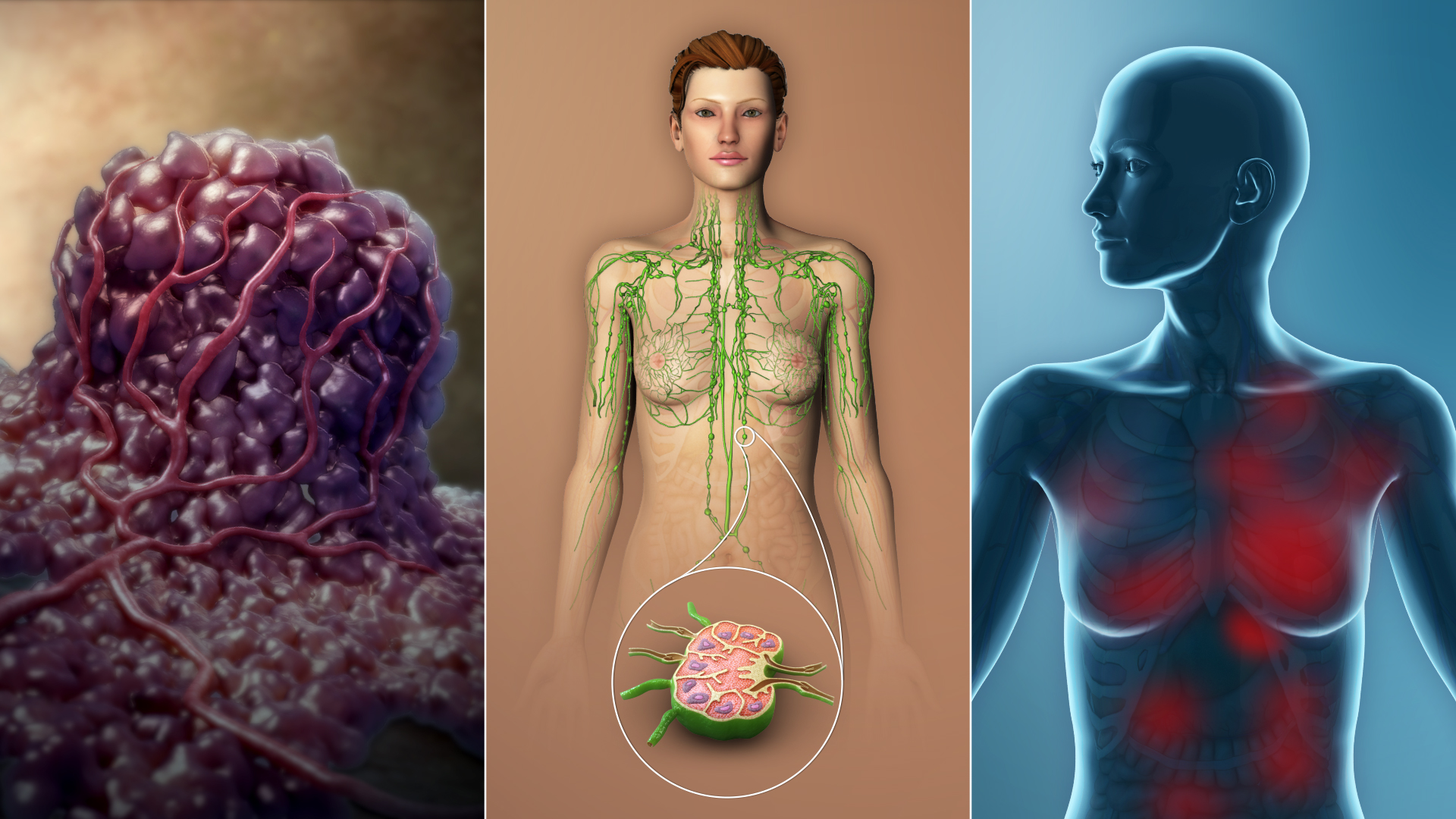
3Д медична ілюстрація із зображенням стадій TNM при раку молочної залози

Стадію раку можна розділити на клінічну та патоморфологічну. У системі TNM (пухлина [t-tumor], вузол [n-nod], метастаз [m]) клінічна стадія або патоморфологічна стадія позначаються маленькою «c» [clinical] або «p» [pathological] перед стадією (наприклад, cT3N1M0 або pT2N0). Ця система використовується для більшості форм раку, за винятком пухлин головного мозку та гематологічних злоякісних новоутворень .
- Визначення клінічної стадії базується на всій доступній інформації, отриманій перед операцією з видалення пухлини. Цей етап може включати інформацію про пухлину, отриману шляхом фізикального огляду, аналізів крові, рентгенологічного дослідження, біопсії та ендоскопії .
- Для визначення патоморфологічної стадії додається додаткова інформація, отримана при мікроскопічному дослідженні пухлини патоморфологом після її хірургічного видалення.

Оскільки вони використовують різні критерії, клінічна та патоморфологічна стадія часто відрізняються. Патоморфологічне визначення стадії зазвичай вважається більш точним, оскільки є можливість безпосереднього дослідження пухлини в цілому, на відміну від клінічної стадії, де є обмеження тим фактом, що інформацію отримують шляхом непрямих спостережень за пухлиною, яка все ще знаходиться в організмі. Однак клінічна стадія та патоморфологічна стадія часто доповнюють один одного. Не кожна пухлина лікується хірургічним шляхом, тому визначення патологічної стадії не завжди доступне. Крім того, іноді операції передують інші методи лікування, такі як хіміотерапія та променева терапія, які зменшують розмір пухлини, тому патоморфологічна стадія може недооцінити справжню стадію.

## Висновки
Правильне визначення стадії має вирішальне значення, оскільки лікування (зокрема необхідність передопераційної терапії та/або допоміжного лікування, обсяг хірургічного втручання) зазвичай базується на цьому параметрі. Таким чином, неправильне визначення стадії може призвести до неправильного лікування.
Для деяких поширених видів раку процес стадіювання є чітко визначеним. Наприклад, у випадках раку молочної залози та раку передміхурової залози лікарі зазвичай можуть визначити, що рак є раннім і що він має низький ризик метастазування. У таких випадках професійні медичні організації не рекомендують використовувати ПЕТ-сканування, КТ або сканування кісток, оскільки дослідження показують, що ризик від таких процедур перевищує можливу користь. Деякі проблеми, пов’язані з надмірним тестуванням, включають отримання пацієнтами інвазивних процедур, надмірне використання медичних послуг, отримання непотрібного радіаційного опромінення та встановлення помилкового діагнозу.

### Патоморфологічне стадіювання
Патоморфологічне визначення стадії, коли патоморфолог досліджує окремі ділянки тканини, може бути особливо проблематичним з двох конкретних причин: візуальне дослідження і випадковий вибір тканини. «Візуальне дослідження» означає можливість ідентифікувати окремі ракові клітини, змішані зі здоровими клітинами на предметному склі. Недогляд за однією клітиною може означати помилкове визначення стадії та призвести до серйозного і неочікуваного поширення раку. «Випадкова вибірка» відноситься до того факту, що у пацієнтів видаляються лімфатичні вузли, а досліджуються їх випадкові зразки. Якщо ракові клітини, присутні в лімфатичних вузлах, не виявляться на досліджуваних зрізах тканини, це може призвести до неправильного визначення стадії та неправильного лікування.

### Сучасні дослідження
Розробляються нові, високочутливі методи стадіювання. Наприклад, мРНК для GCC (гуанілілциклаза c), присутня лише в просвітній частині кишкового епітелію, може бути ідентифікована за допомогою молекулярного скринінгу (RT-PCR) з високим ступенем чутливості та точності. Наявність GCC в будь-якій іншій тканині тіла свідчить про колоректальну метаплазію. Через свою високу чутливість RT-PCR скринінг на GCC значно зменшує недооцінку стадії захворювання. Дослідники сподіваються, що визначення стадії з таким рівнем точності призведе до більш відповідного лікування та кращого прогнозу. Крім того, дослідники сподіваються, що цю саму техніку можна застосувати до інших тканиноспецифічних білків.

## Системи
Системи стадіювання специфічні для кожного типу раку (наприклад, рак молочної залози та рак легенів), але деякі види раку її не мають. Незважаючи на те, що для деяких видів раку все ще існують конкуруючі системи визначення стадій, загальновизнаною є система UICC, яка має ті ж визначення окремих категорій, що й AJCC .

### Пухлини крові
- Лімфома: найчастіше використовують систему Енн-Арбор
- Лімфома Ходжкіна: використовує шкалу від I до IV і може бути позначена додатково літерами A або B, залежно від того, чи є у пацієнта симптоми, чи має він такі симптоми, як гарячка. Вона відома як «Котсуолдська система» або «Модифікована система Анн-Арбор». [2]

### Солідні пухлини
Для солідних пухлин TNM є найбільш часто використовуваною системою, але і вона була адаптована для деяких умов.
- Рак молочної залози: у класифікації раку молочної залози стадіювання зазвичай базується на системі TNM [3] але також може бути використана система I–IV.
- Рак шийки матки та яєчників: система «FIGO» була адаптована для системи TNM. Для передракових диспластичних змін використовується система оцінки CIN (цервікальна інтраепітеліальна неоплазія). [4]
- Рак товстої кишки: спочатку поділявся на чотири стадії: A, B, C і D (стадіювання Дюкса). Наразі стадії раку товстої кишки вказуються або за системою A-D, або за системою TNM.[5]
- Рак нирки: використовується TNM. [6]
- Рак гортані: використовується TNM. [7]
- Рак печінки: використовується TNM. [8]
- Рак легенів: використовується TNM. [9]
- Меланома: використовується TNM. Також важливими є «рівень Кларка» та «глибина Бреслоу», які базується на мікроскопічній глибини інвазії пухлини («мікростадіювання»).[10]
- Рак передміхурової залози : майже повсюдно використовується TNM.[11]
- Рак яєчка: використовується TNM разом із визначенням маркерів сироватки крові (TNMS).
- Немеланомний рак шкіри: використовує TNM.
- Рак сечового міхура: використовується TNM. [12]

## Загальна схема стадій
Загальне групування стадій також позначається римськими цифрами. Ця система використовує цифри I, II, III і IV (плюс 0) для опису прогресування раку.
- Стадія 0 : карцинома in situ, аномальне зростання клітин на своєму нормальному місці ("in situ" з латині означає "на своєму місці").
- Стадія I: (локалізований) рак локалізується в одній частині тіла. Рак стадії І можна видалити хірургічним шляхом, якщо він достатньо малий.
- Стадія ІІ: (ранній) локально поширений рак. Рак стадії ІІ можна лікувати за допомогою хіміотерапії, опромінення або хірургічного втручання.
- Стадія ІІІ: (пізній) локально поширений рак. Те коли рак позначається як стадія II або стадія III, може залежати від конкретного типу раку; наприклад, при хворобі Ходжкіна стадія ІІ вказує на уражені лімфатичні вузли лише з одного боку діафрагми, тоді як стадія III вказує на уражені лімфатичні вузли вище і нижче діафрагми. Тому специфічні критерії для стадій II і III відрізняються залежно від діагнозу. Стадію ІІІ можна лікувати за допомогою хіміотерапії, опромінення або хірургічного втручання.
- Стадія IV: на цій стадії пухлина часто дає метастази або поширюється на інші органи, або по всьому тілу. Рак стадії IV можна лікувати за допомогою хіміотерапії, опромінення або хірургічного втручання. Незважаючи на лікування, рівень смертності пацієнтів може бути значно вищим при раку стадії IV, наприклад, рак може прогресувати, перетворюючись на термінальний стан .

У системі TNM рак також може бути позначений як рецидивуючий, що означає, що він з’явився знову після ремісії або після видалення всієї видимої пухлини. Рецидив може бути локальним, що означає, що він з’являється в тому ж місці, що і початковий, або віддаленим, тобто з’являється в іншій частині тіла.

## Міграція стадій
Міграція стадій – це зміна розподілу стадій у певній популяції пухлин, викликана зміною самої системи стадіювання або зміною технології, яка дозволяє більш чутливо виявляти поширення пухлини і, отже, більш чутливо виявляти поширення захворювання (наприклад, використання МРТ- сканування). Міграція стадій може призвести до цікавих статистичних явищ (наприклад, феномен Вілла Роджерса ).